# 모린 오하라
모린 오하라(Maureen O'Hara, 1920년 8월 17일 ~ 2015년 10월 24일)는 아일랜드의 배우이다. 할리우드 황금기 시절 왕성히 활동한 인물 중 한 명으로, 다수의 서부 영화와 모험 영화들에 출연하며 열정적이면서 현명한 적발 캐릭터들을 연기한 것으로 유명하다. 특히나, 영화 감독 존 포드의 작품에 다수 출연한 것으로 유명하며, 배우 존 웨인과 절친한 관계였다.
알프레드 히치콕 감독 영화 《자메이카 여인숙》을 통해 첫 메이저 영화계에 진출하게 되었다. 같은 해 할리우드로 넘어가 영화 《노틀담의 꼽추》에 출연하게 되는데, 이 때부터 본격적으로 성공가도를 달리며 "컬러테크닉의 여왕"이라는 별칭으로 불리기도 하였다. 존 포드 감독과는 영화 《나의 계곡은 푸르렀다》를 통해, 존 웨인과는 영화 《리오 그란데》를 통해 처음으로 함께 작업하였다.
2014년 아카데미 공로상을 수상했다.

## 출연 작품

### 영화
- 자메이카 여인숙 (1939)
- 노틀담의 꼽추 (1939)
- 나의 계곡은 푸르렀다 (1941)
- 바다의 지배자 (1942)
- 34번가의 기적 (1947)
- 리오 그란데 (1950)
- 말 없는 사나이 (1952)
- 웨스트 포인트 (1955)
- 독수리의 날개 (1957)
- 페어런트 트랩 (1961)
- 맥린턱 (1963)
- 빅 제이크 (1971)